# Luis de Pablo
Luis de Pablo (Bilbao, 28 gennaio 1930 – Madrid, 10 ottobre 2021) è stato un compositore spagnolo.

## Biografia
Stabilitosi a Madrid nel 1939 si è formato musicalmente da autodidatta, è stato avvocato presso la compagnia aerea Iberia, lavoro che ha lasciato per dedicarsi alla musica. Fu docente al conservatorio cittadino dal 1971 al 1988; dal 1974 al 1976 insegnò a Ottawa.
Tra le sue opere più importanti si ricordano Radial (1960), Yo lo vì (1970) per dieci voci e La madre invita a comer (1993).

## Filmografia

### Cinema
- El hombre del expreso de Oriente, regia di Francisco de Borja Moro (1962)
- Javier y los invasores del espacio, regia di Guillermo Ziener (1967)
- La tana (La madriguera), regia di Carlos Saura (1969)